# Landtagsgebäude Nordrhein-Westfalen

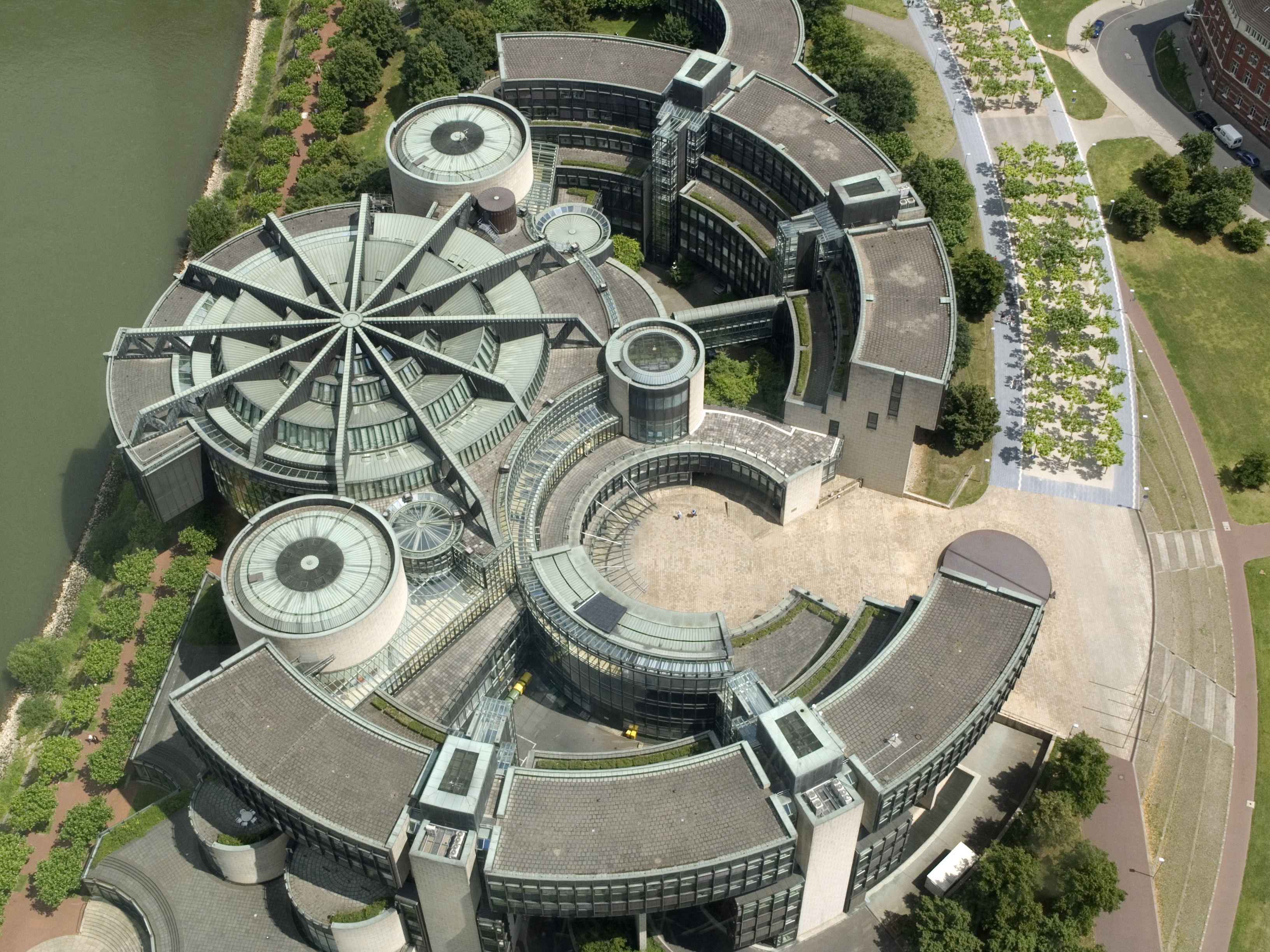
Kreisformen bestimmen das Landtagsgebäude Nordrhein-Westfalens (2008)

Das Landtagsgebäude Nordrhein-Westfalen (auch genannt: Haus des Landtages) befindet sich in der Nähe des heutigen Medienhafens an der Stromstraße im Regierungsviertel der Landeshauptstadt Düsseldorf. Das Gebäude ist Sitz des Landtages Nordrhein-Westfalens.

## Geschichte

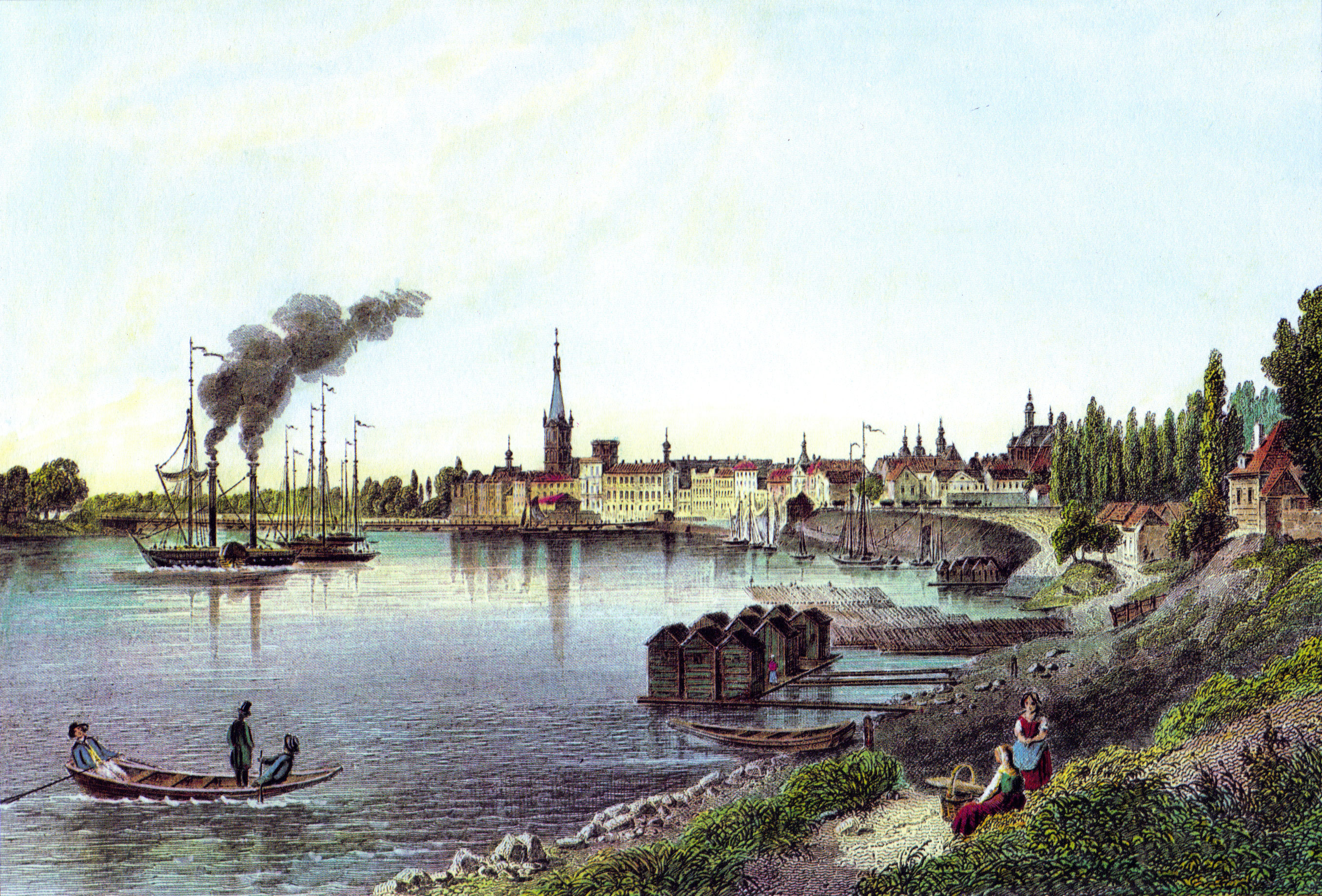
Rheinufer der Düsseldorfer Neustadt mit Rhein-Freibad, Stich von Joseph Maximilian Kolb nach einem Bild von Ludwig Rohbock (um 1850)

Bis zum Bezug des neuen Landtags 1988 an der Stromstraße diente das Ständehaus von März 1949 an als Sitz des Landtages. Von Anfang an waren die Verhältnisse dort beengt, so dass es Pläne gab, an das Ständehaus anzubauen. Diese Pläne wurden jedoch auf Betreiben einer Bürgerinitiative mit Rücksicht auf die Denkmalwürdigkeit des Altbaus und des ihn umgebenden Parks (Kaiserteich, Schwanenspiegel) fallen gelassen. Der Düsseldorfer Architekt und Stadtplaner Edmund Spohr regte an, einen Landtagsneubau am sogenannten Rheinknie zu errichten und dafür den Berger Hafen aufzugeben. Im 19. Jahrhundert hatten dort ein Rhein-Freibad und die Departemental-Irrenanstalt zu Düsseldorf gelegen.
Für diesen Standort lobte der Landtag 1979 einen bundesweiten Wettbewerb aus, der 58 Entwürfe ergab. Die Jury des Wettbewerbs, die unter der Leitung von Günter Behnisch tagte, vergab den ersten Preis an den Entwurf des Architekturbüros Eller, Moser, Walter + Partner. Dieses Büro hatte in den 1980er Jahren bereits Erfahrungen in der Konzeption von Versammlungsstätten als Baukomplex von Rundbauten gesammelt – bei den sogenannten „Keksdosen“ der heutigen Universität Duisburg-Essen auf dem Campus in Duisburg-Neudorf, die dort zu Markenzeichen avancierten. Am 30. April 1981 fasste der Hauptausschuss des Landtags auf der Grundlage des Architekturwettbewerbs den Beschluss, den Neubau zu errichten.

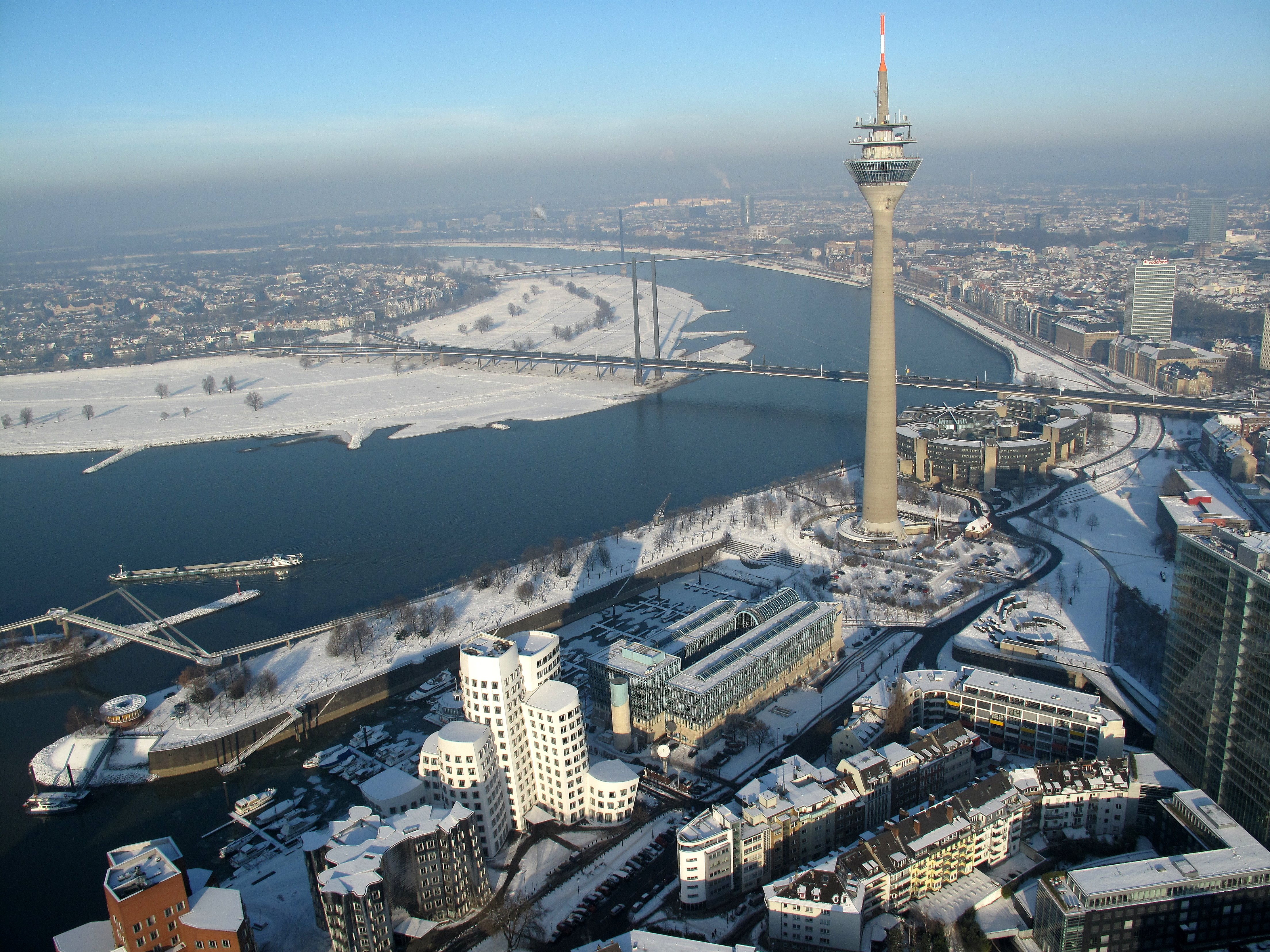
Lage des Landtagsgebäudes im Regierungsviertel Düsseldorf

Der Neubau dauerte von 1981 bis 1988. Am 2. Oktober 1988 erfolgte die Einweihung. Das Gebäude war nach Bremen und Stuttgart das dritte Landtagsgebäude, das in der Nachkriegszeit neu erbaut wurde. Die Baukosten beliefen sich auf 280 Millionen Mark. Der Neubau des Landtags Nordrhein-Westfalen bildete den Anstoß zu einer grundlegenden Umgestaltung seiner Umgebung durch die Projekte Rheinufertunnel, Rheinuferpromenade und Rheinpark Bilk. Im Mai 2010 wurde ein Anbau mit 84 neuen Büros fertiggestellt. Der 725 Quadratmeter große Plenarsaal wurde ab Sommer 2012 barrierefrei und klimatisiert.
Heute zeichnen sich die Umrisse eines Regierungsviertels ab, dessen Mittelpunkt der Landtag ist.
Geplant wird ein Anbau auf der Seite des Rheinturms, da der Bedarf an Büros und Sitzungssälen gestiegen ist. Dieser Bau soll sich in die bestehende Park- und Architekturlandschaft einfügen, sich insbesondere durch ringförmige Strukturen an die Architektur des Landtagsgebäudes anlehnen. Ein Entwurf des Leipziger Architektenbüros Schulz und Schulz setzte sich 2020 im Wettbewerb gegen 33 weitere Teilnehmer durch.

## Architektur

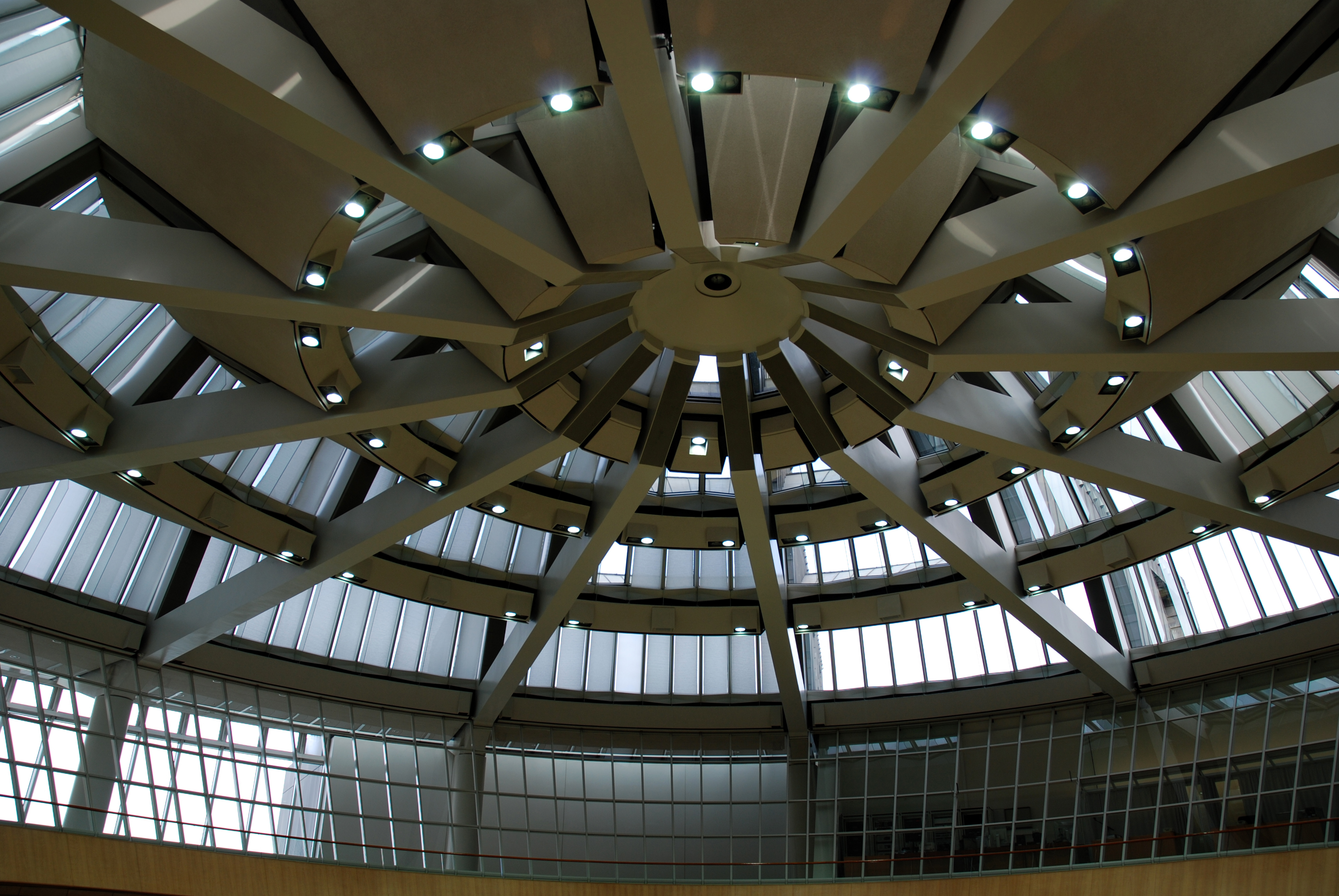
Kuppel des Plenarsaals

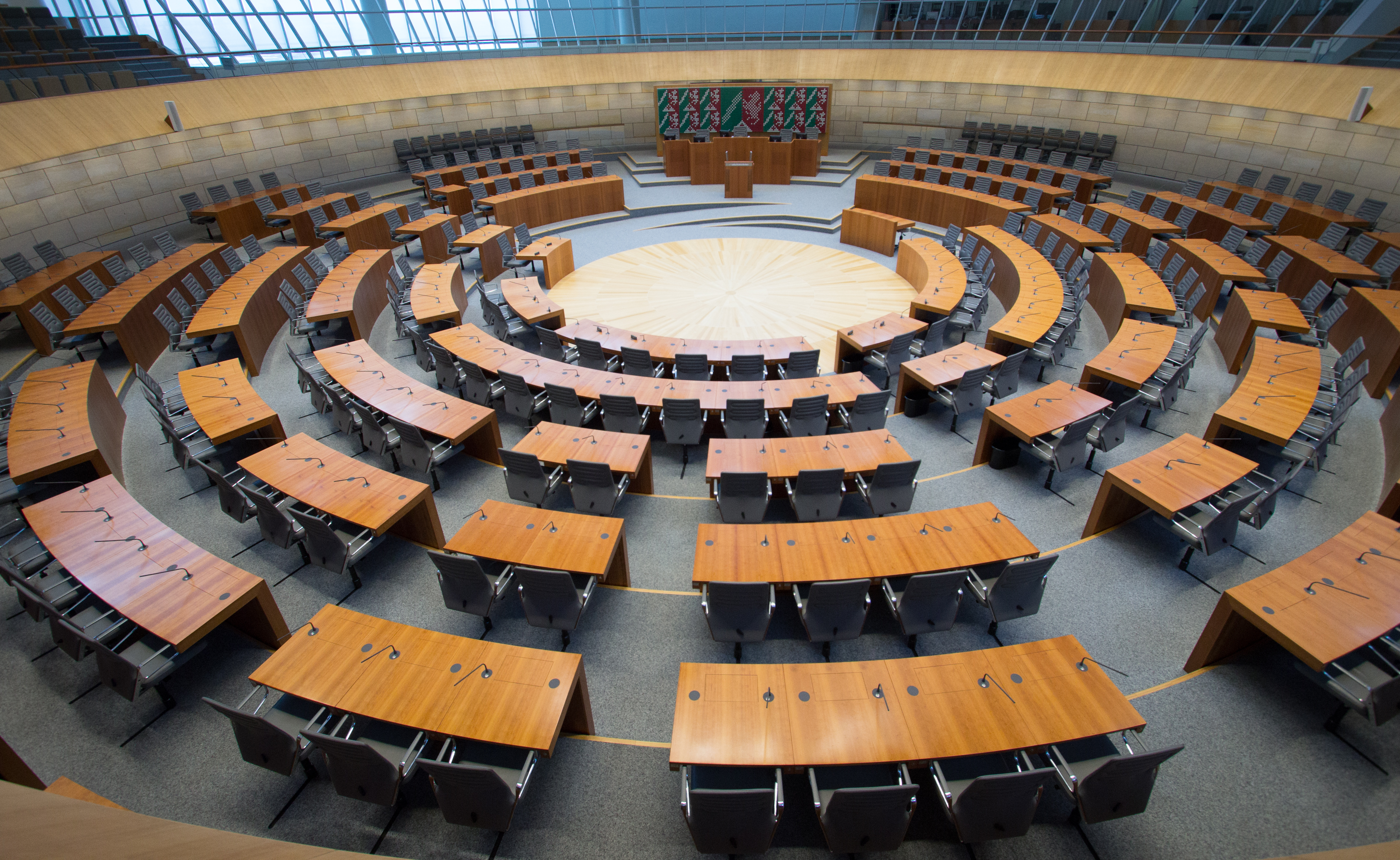
Sitzanordnung im Plenarsaal

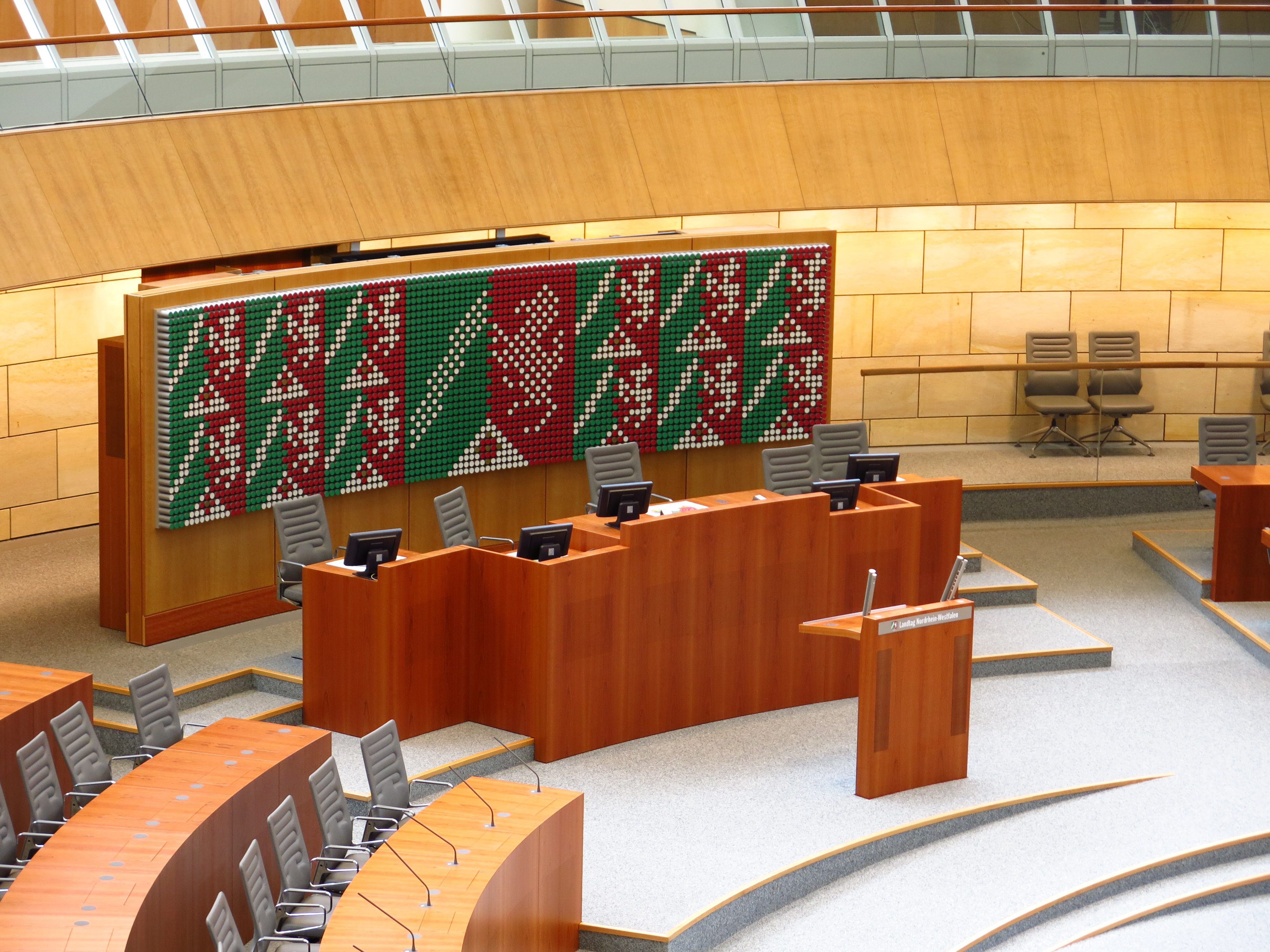
Bereich des Parlamentspräsidiums mit der Plastik Landeswappen Nordrhein-Westfalen

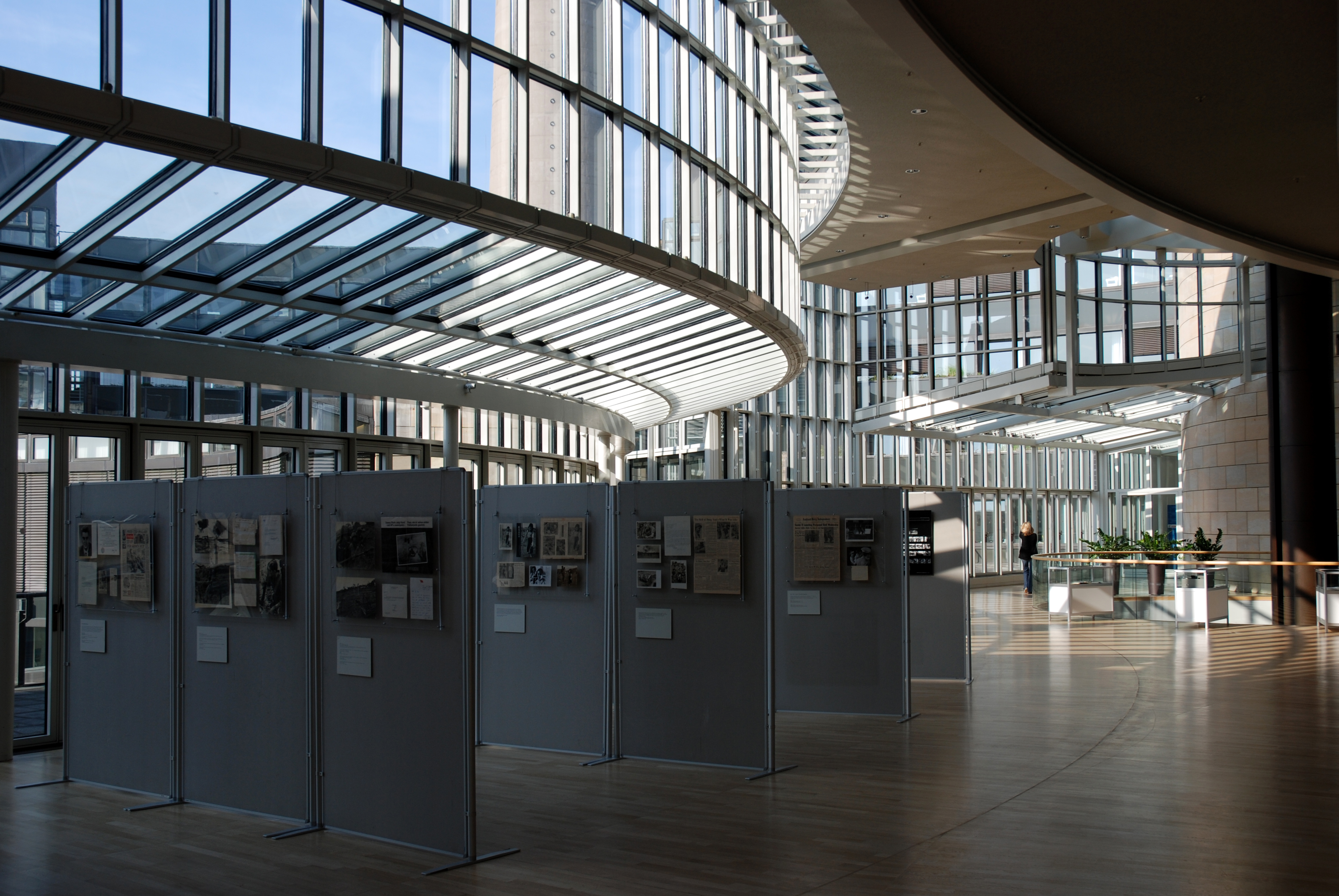
Besucherbereich im Foyer

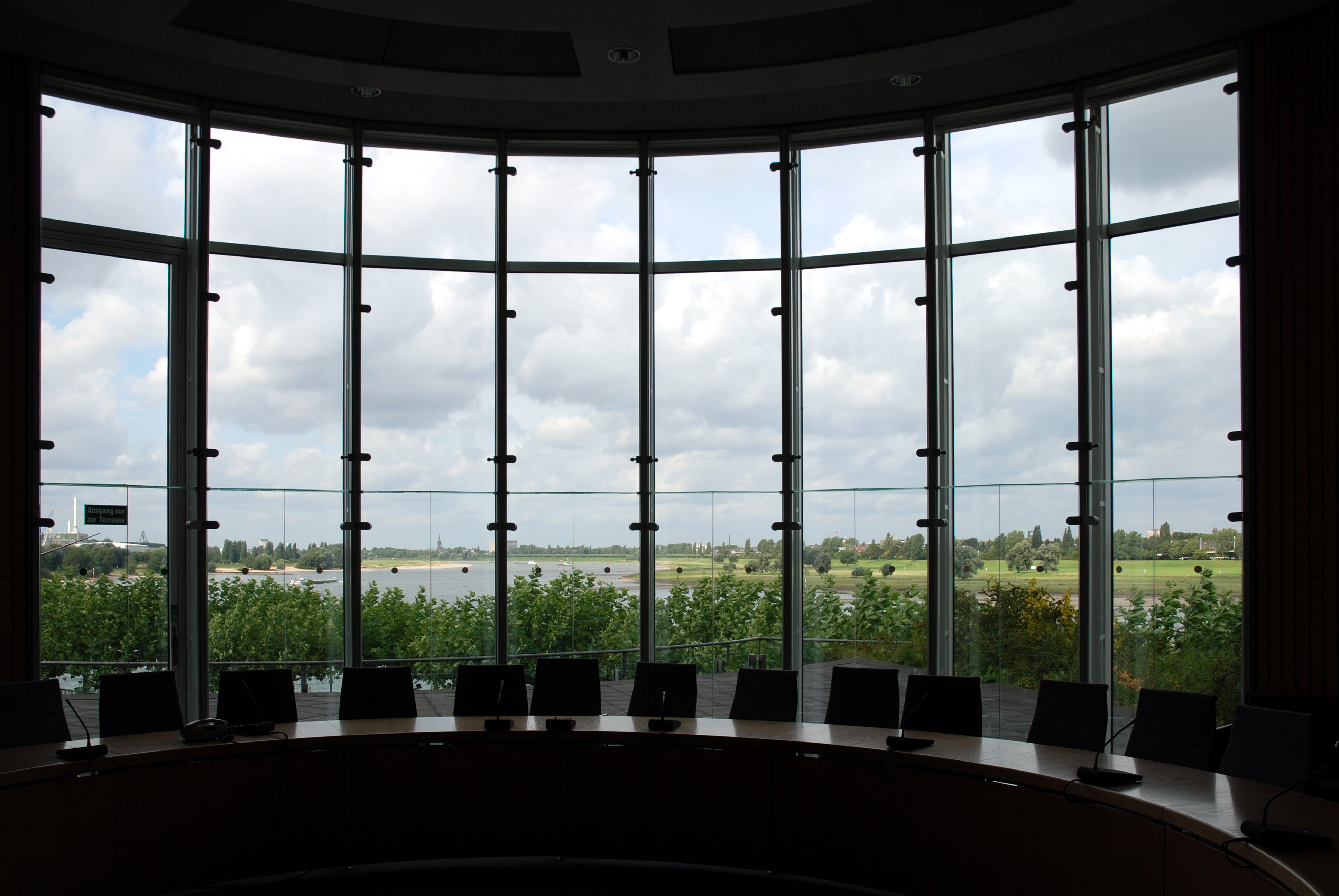
Kleiner Sitzungssaal

Das Landtagsgebäude wurde nach einem Entwurf der Architekten Fritz Eller, Erich Moser, Robert Walter + Partner im Stil des Strukturalismus in einer „gesamten kreisenden Struktur“ erbaut. Das dem Entwurf zugrunde liegende „Spiel mit Kreisen“ soll – so die Architekten – zum Ausdruck bringen, dass bei dem Parlament „die Räder ineinandergreifen wie bei einer Uhr“. Bei einer Sicht von oben zeigt sich die besondere Wirkung der Kreisformen. Kreise und Kreissegmente prägen die Architektur des Gebäudekomplexes: In der Mitte steht der kreisrunde Plenarsaal. Um den Plenarsaal gruppieren sich „wie Satelliten“ die ebenfalls kreisrunden Sitzungssäle. In „weiteren Kreisen“ sind dazwischen Besucheraufzug, Abgeordnetenrampe und Ausschusssäle eingesetzt. Als Dreiviertelskreis öffnet sich der Haupteingang des Landtags zu einem Vorplatz. Dieser Bereich, der fließend in die Rheinuferpromenade überleitet, ist mit der Skulptur Tzaphon des israelischen Bildhauers Dani Karavan gestaltet, die in Form einer großen runden Gusseisenscheibe mit der strukturalistischen Architektur des Parlamentsgebäudes korrespondiert. Der Gebäudekomplex wird abgeschlossen durch Flügel mit Abgeordnetenbüros in Form von Kreissegmenten.
Der Gegensatz zwischen großflächigen transparenten Fassaden aus Glas und Kupfer sowie von massiv wirkenden Pfeiler- und Mauerstrukturen, die mit Sandsteinplatten verkleidet sind, kennzeichnet das äußere Erscheinungsbild. Den Plenarsaal bedeckt ein konzentrisches Faltdach mit Fensterbändern. Es wird getragen von kupferumhüllten monumentalen Stahlfachwerkträgern, die über der Mitte des Plenarsaals zusammenlaufen. Die offene, moderne Architektur mit reduzierter Formensprache und Materialwahl betont Funktionalität und Nähe zu den Bürgern. Diesen bietet der Bau Informationsbereiche und im Plenarsaal eine Tribüne für mehr als 336 Zuschauer. Fast alle für den Landtag, die Abgeordneten und die Landtagsverwaltung erforderlichen Räume sind – anders als zuvor im Ständehaus – in einem einzigen Gebäudekomplex untergebracht. Der taghelle Plenarsaal, in dem helles Holz dominiert, wurde ursprünglich für 214 Abgeordnete konzipiert. Die Innenarchitektur des Plenarsaals mit ihrer kreisrunden Anordnung der Sitze wurde zusammen mit der im Landtag von Rheinland-Pfalz Vorbild für den Bonner Plenarsaal und denjenigen des Berliner Reichstag. Die Plastik Landeswappen Nordrhein-Westfalen, eine 1988 von Ferdinand Kriwet geschaffene abstrakt-strukturalistische Darstellung eines sich seriell wiederholenden Wappens Nordrhein-Westfalens aus farbig behandelten runden Metallstiften, gestaltet als künstlerisches Ausstattungselement die Rückwand des Parlamentspräsidiums.
Der Landtag verfügt über eine nicht öffentliche Tiefgarage mit 787 Parkplätzen auf zwei Ebenen und ein ebenfalls nicht öffentliches Restaurant mit 380 Sitzplätzen im Innen- und Außenbereich.
Einen virtuellen Rundgang durch das Gebäude bietet der Landtag über seine Homepage an.

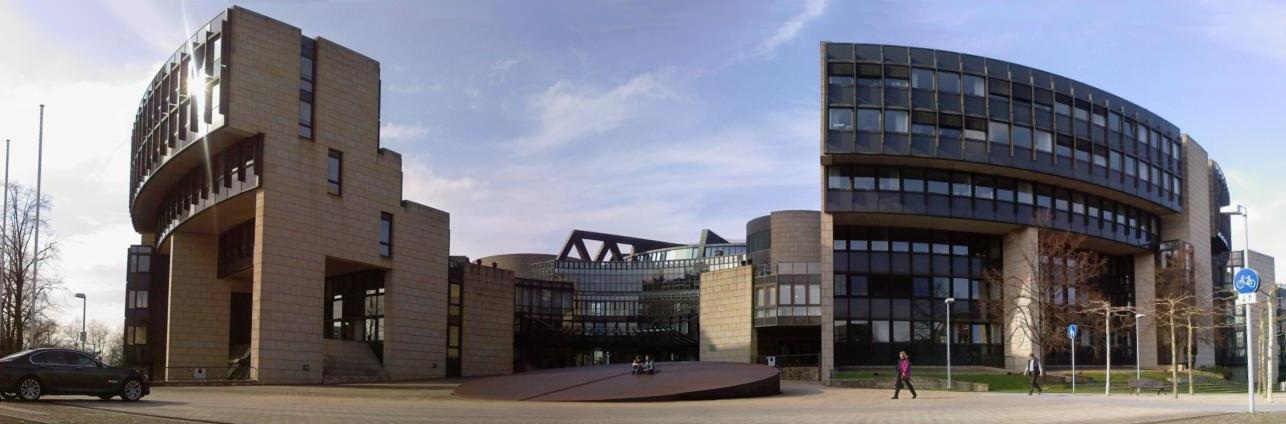
Haupteingang und Vorplatz des Landtags an der Rheinuferpromenade, im Vordergrund die Skulptur Tzaphon des Bildhauers Dani Karavan